# Banque Piguet Galland
La Banque Piguet Galland & Cie SA est une banque privée suisse, filiale à 99 % de la Banque Cantonale Vaudoise (Groupe BCV). L'établissement est issu de la fusion effective en 2011 de la banque Piguet & Cie et de la banque Franck Galland & Cie à la suite du rachat de cette dernière en 2010 par le groupe BCV.
La banque Piguet Galland & Cie trouve ses origines en 1856, date de fondation de la banque Michod à Yverdon-les-Bains. En 2018, l'établissement emploie 170 collaborateurs en Suisse, dont 130 à Genève, où se trouve le siège administratif. Il conserve néanmoins son siège historique à Yverdon-les-Bains.

## Histoire

### Origines
En 1856, la banque Michod (également orthographiée Michaux) est fondée à Yverdon-les-Bains par Louis Michod. En plus de sa spécialisation d'origine dans les prêts hypothécaires, la banque Michod soutient également la construction d'infrastructures publiques : dès 1856, l'établissement finance ainsi le premier pont métallique enjambant la rivière du Buron dans le canton de Vaud. La banque est reprise en 1888 par Alfred Piguet (gendre de Louis Michod) et son frère Armand Piguet, et devient alors la Banque Piguet & Cie,.
En 1889, Alfred Galland, vice-consul de Grande-Bretagne, fonde pour sa part Galland & Cie SA à Lausanne, société anonyme exerçant des activités de banque privée sous le nom de Banque Galland et Landis,. L'établissement est à l'origine spécialisé dans la gestion de fortune de clients britanniques vivant dans la région de Lausanne. À la fin du XIXe siècle, l'expansion du tourisme britannique en Suisse permet à Alfred Galland d'ouvrir deux agences saisonnières de la Banque Galland à Zermatt et à Grindelwald,. L'agence de Grindelwald est néanmoins détruite dès 1892 lors d'un incendie. En 1937, la direction de la société est reprise par Maurice Galland, fils d'Alfred Galland, qui sera également consul de Grande-Bretagne de 1938 à 1947 et cofondateur de la Chambre de commerce britannique de Suisse.
À la suite de la crise de 1929, les banques suisses connaissent des difficultés financières au début des années 1930. Les principales banques commerciales de Genève disparaissent, à l'instar de la banque de Genève (1931) ou de la Banque d'Escompte Suisse (1934). La disparition de ces établissements laisse notamment place au développement des banques privées, spécialisées dans le domaine de la gestion de fortune. Les établissements Piguet & Cie et Galland & Cie parviennent ainsi à traverser la crise.

### Intégration au sein de la Banque Cantonale Vaudoise
En 1991, Piguet & Cie se transforme en société anonyme, prenant ainsi le nom de Banque Piguet & Cie SA, et devient une filiale à 100 % de la Banque Cantonale Vaudoise.
Au début des années 2000, la BCV devient actionnaire à 100 % de la banque Galland & Cie après avoir été actionnaire à 88 %. En août 2003, la Banque Cantonale Vaudoise vend les activités de banque privée de la banque Galland & Cie à la banque Franck SA, cette dernière appartenant au holding Johnson Financial Group. L'opération donne lieu à la création de la banque Franck Galland & Cie. Sur l'ensemble des 31 collaborateurs de la banque Galland & Cie, 13 sont repris par la banque Franck Galland & Cie, tandis que les 18 autres restent au sein de la BCV.
En décembre 2010, la BCV annonce le rachat de la banque privée Franck Galland & Cie auprès du holding Johnson Financial Group. La BCV procède alors à une fusion interne entre Franck Galland & Cie et sa filiale Piguet & Cie, effective en février 2011, donnant naissance à la banque Piguet Galland & Cie SA. À la suite de la fusion des deux entités, la masse sous gestion de la banque Piguet Galland & Cie SA atteint 8 milliards de francs suisses. La fusion entre les deux entités s'accompagne d'un plan de réduction d'effectifs d'une trentaine de postes, lié à des départs naturels. Les effectifs genevois et administratifs sont pour la plupart regroupés en 2013 au sein d'un même bâtiment situé dans le quartier de Champel à Genève : les Pléïades.
En plus de son siège social situé à Yverdon-les-Bains, la banque Piguet Galland & Cie SA possède des succursales à Genève (CA), Lausanne, Neuchâtel et Nyon.
Depuis 2017, la banque Piguet Galland est partenaire de la fintech Raizers.
En 2021, la banque privée ouvre une nouvelle agence à La Chaux-de-Fonds et renforce ainsi sa présence dans le canton de Neuchâtel.

## Activités

### Banque privée
La banque Piguet Galland & Cie SA exerce des activités de banque privée, c'est-à-dire d'accompagnement et de conseil patrimonial auprès d'une clientèle privée. La banque explique viser une clientèle de particuliers dont le patrimoine se situe entre 500 000 et dix millions de francs suisses. L'établissement apporte à cette clientèle une offre de planification patrimoniale, dans l'optique d'un accompagnement à long terme des clients dans la gestion de leurs projets de vie.
Dans une interview donnée en 2013 au quotidien Le Temps, Olivier Calloud, Directeur général, explique que la mission de la banque Piguet Galland & Cie SA auprès de ses clients est de leur « apporter un conseil patrimonial, qui inclut la gestion de fortune, la fiscalité, les prêts hypothécaires, la prévoyance, etc », ajoutant au sujet de l'établissement : « On pourrait parler de CFO familial, de directeur financier du patrimoine ».
Lors de la naissance de la banque Piguet Galland & Cie SA, le groupe BCV explique que la société sera « principalement orientée vers le marché Suisse et figurera parmi les principaux acteurs de la banque privée en Suisse romande ». En 2021, environ 70 % de la clientèle de la banque Piguet Galland & Cie SA est d'origine suisse.

### Gestion d'actifs
L'établissement exerce également des activités de gestion d'actifs en proposant une gamme de SICAV de droit suisse et luxembourgeois, composée en 2018 de neuf fonds commercialisés sous la marque « Piguet Fund ». La gamme se décompose en six fonds investis sur les marchés actions, deux fonds investis sur le marché obligataire et un fonds pondéré, investi en actions et en obligations.